# Avtoframos
Avtoframos (del ruso: Автофрамос) es un productor automovilístico ruso con sede en Moscú, en las antiguas instalaciones de AZLK, una sociedad en joint venture entre el fabricante francés Renault y la alcaldía de Moscú. Su nombre traduce literalmente las palabras de las que deriva, como Avto (Auto), Francia y Moscú.

## Historia
En 2004, la empresa francesa compró la parte del gobierno de Moscú en "Avtoframos" mediante la adquisición de una participación del 26%. En 2006, Renault aumentó su participación hasta el 94,1%, para el año 2009, la firma Renault era la propietaria de hasta el 94.1% del paquete accionarial, y la gobernación de Moscú del un 5,9%, las cuales son compartidas con el Banco de Moscú.
En el verano del año 2010, comenzó la producción de la berlina Renault Sandero, y en el otoño de 2010 entran a producirse los modelos Renault Fluence y Renault Megane en las instalaciones de la planta de automóviles AZLK, por medio del uso de conjuntos SKD. En 2012 comenzó la producción del crossover Renault Duster. A partir del año 2012, se ha previsto cesar la producción del Renault Logan en relación con la aparición del Lada Largus, un derivado del coche en cuestión; y hacer el traslado de su producción total a la planta de '"AvtoVAZ". En noviembre de 2012 para comprar la compañía, la inversión total de los franceses en "Avtoframos" a finales de 2012 ya ascendía a € 480 millones.

## Productos
Desde fines del 2002 hasta el año 2004 esta planta ensambló el Renault Symbol, un tipo de coche de tres volúmenes derivado del Renault Clio.
Desde el año 2005, en esta planta se ensambla el Renault Logan. La producción total para el año de 2007 sería de 69,000 coches, con planes de incrementarla hasta los 73,000 coches en el 2008.
En el año 2009, en sus instalaciones se comienza la producción del Renault Sandero hatchback, al que luego se sumaría la entrada en producción del Renault Duster en el año 2011.

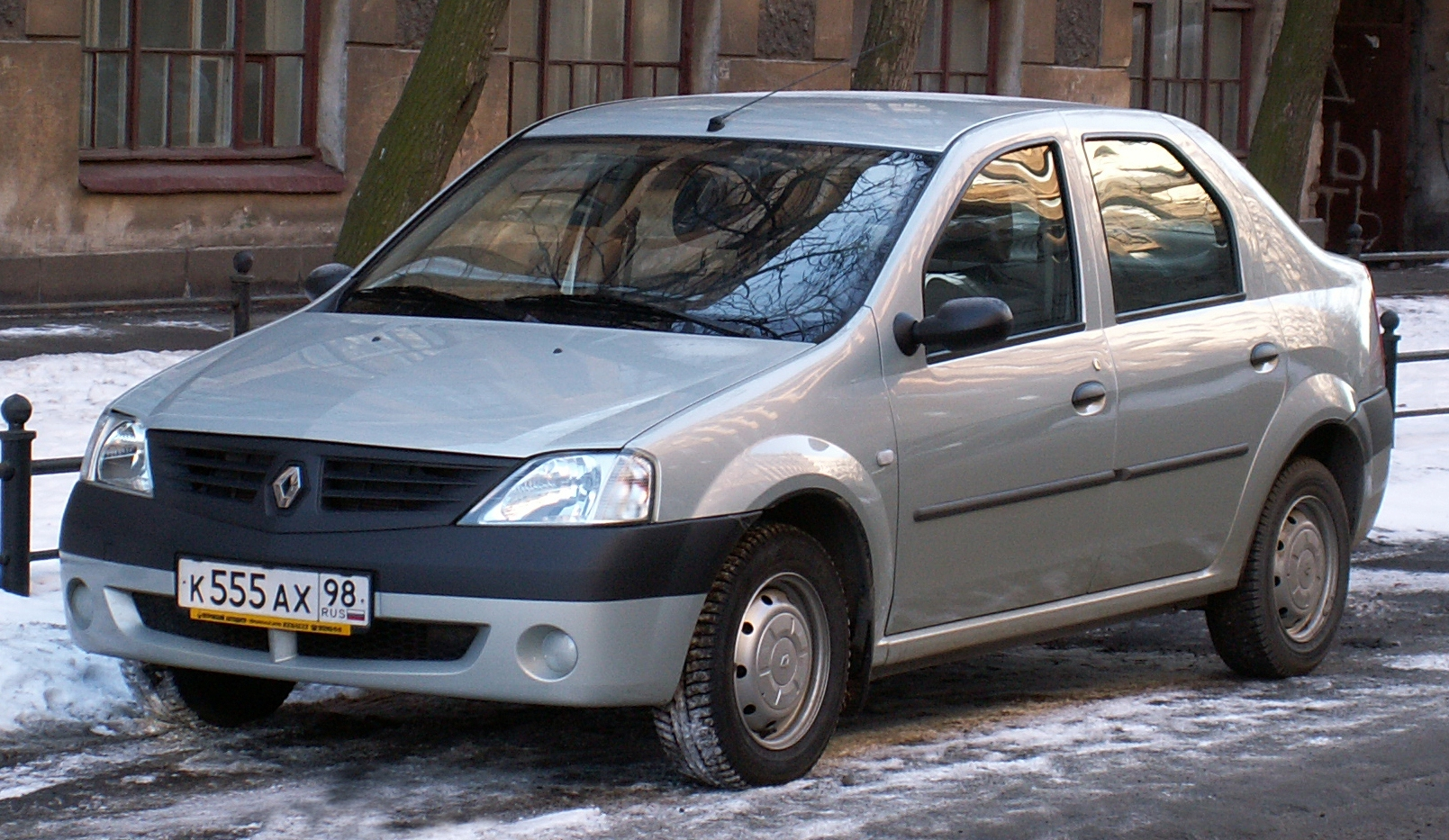
Un Renault Logan de primera serie
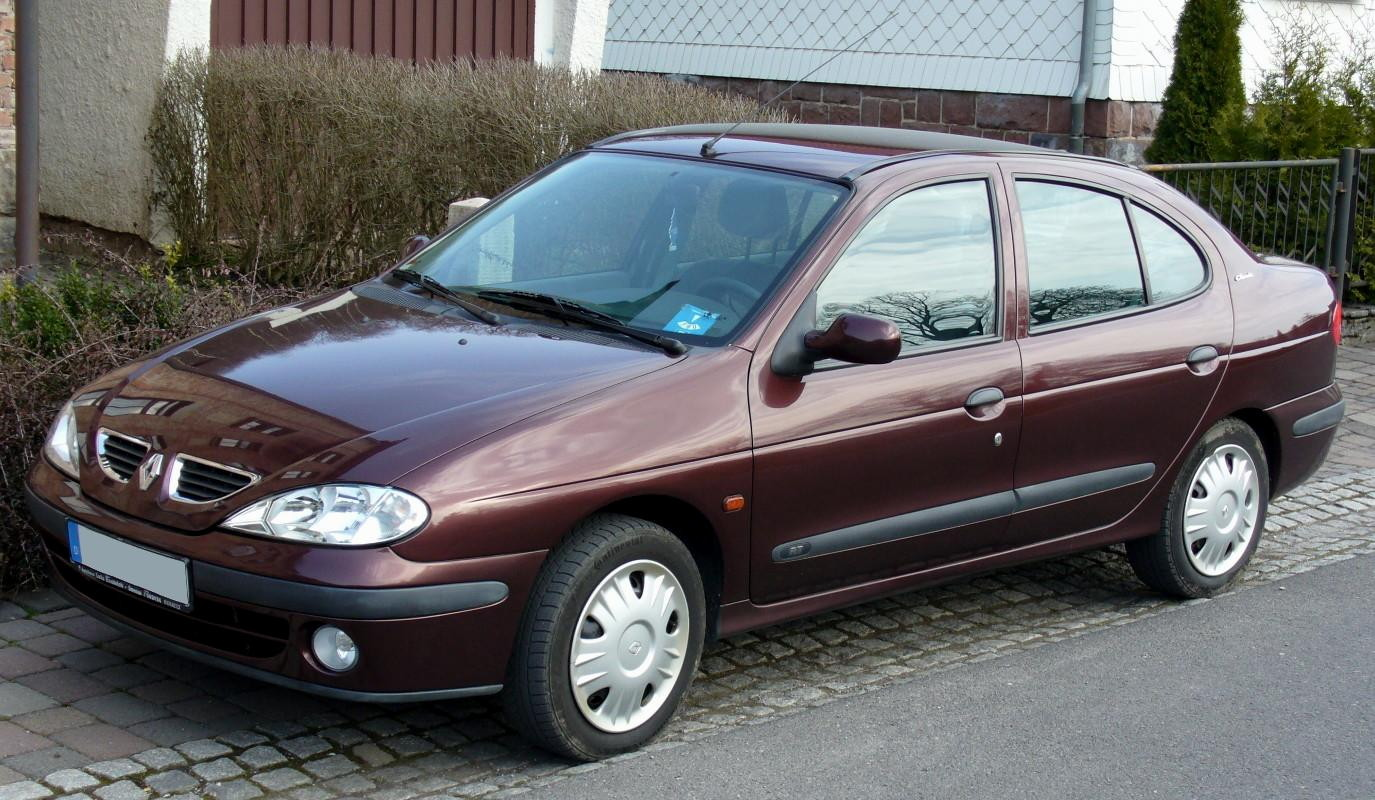
Renault Mégane Producido desde 1999 hasta 2004
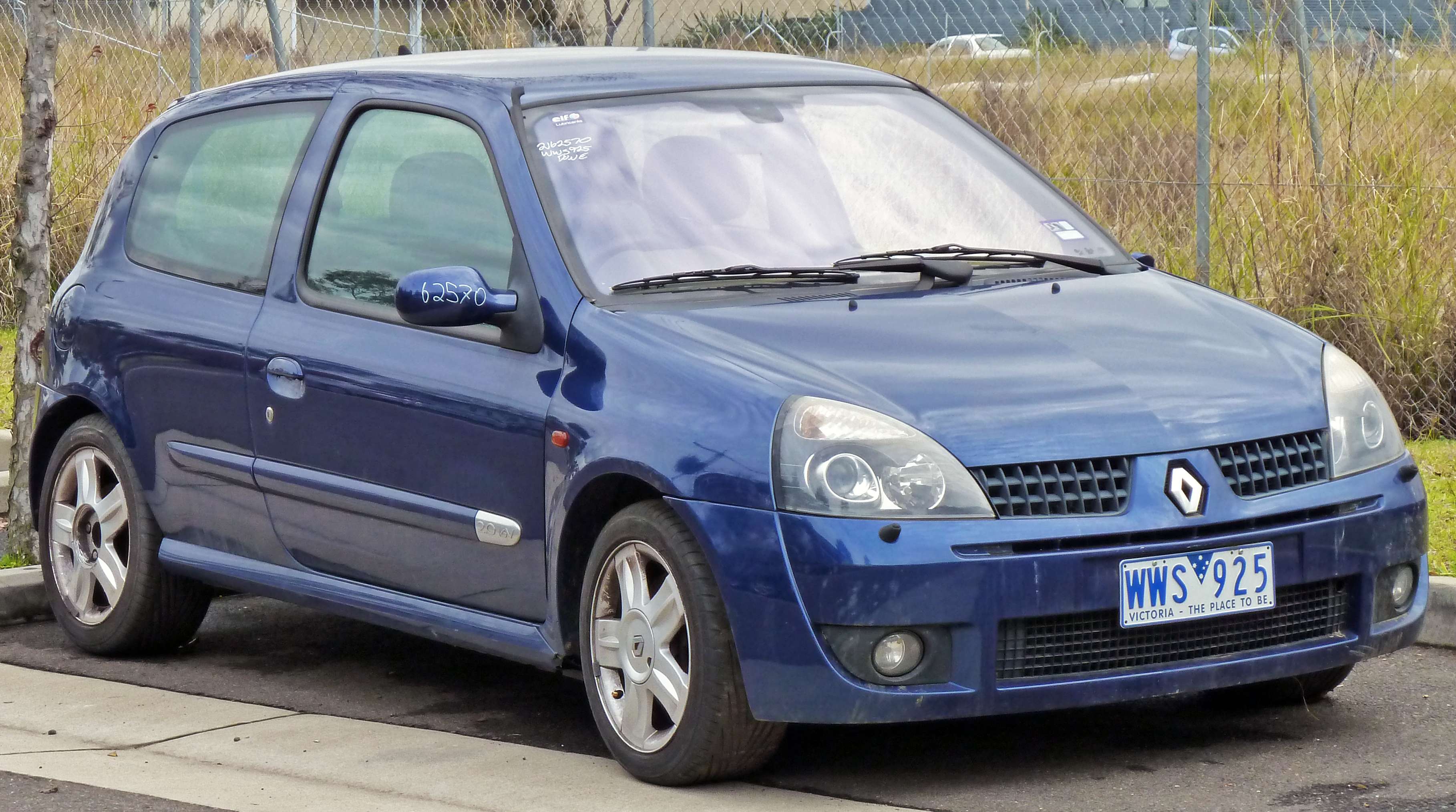
Renault Clio 2002 - 2008
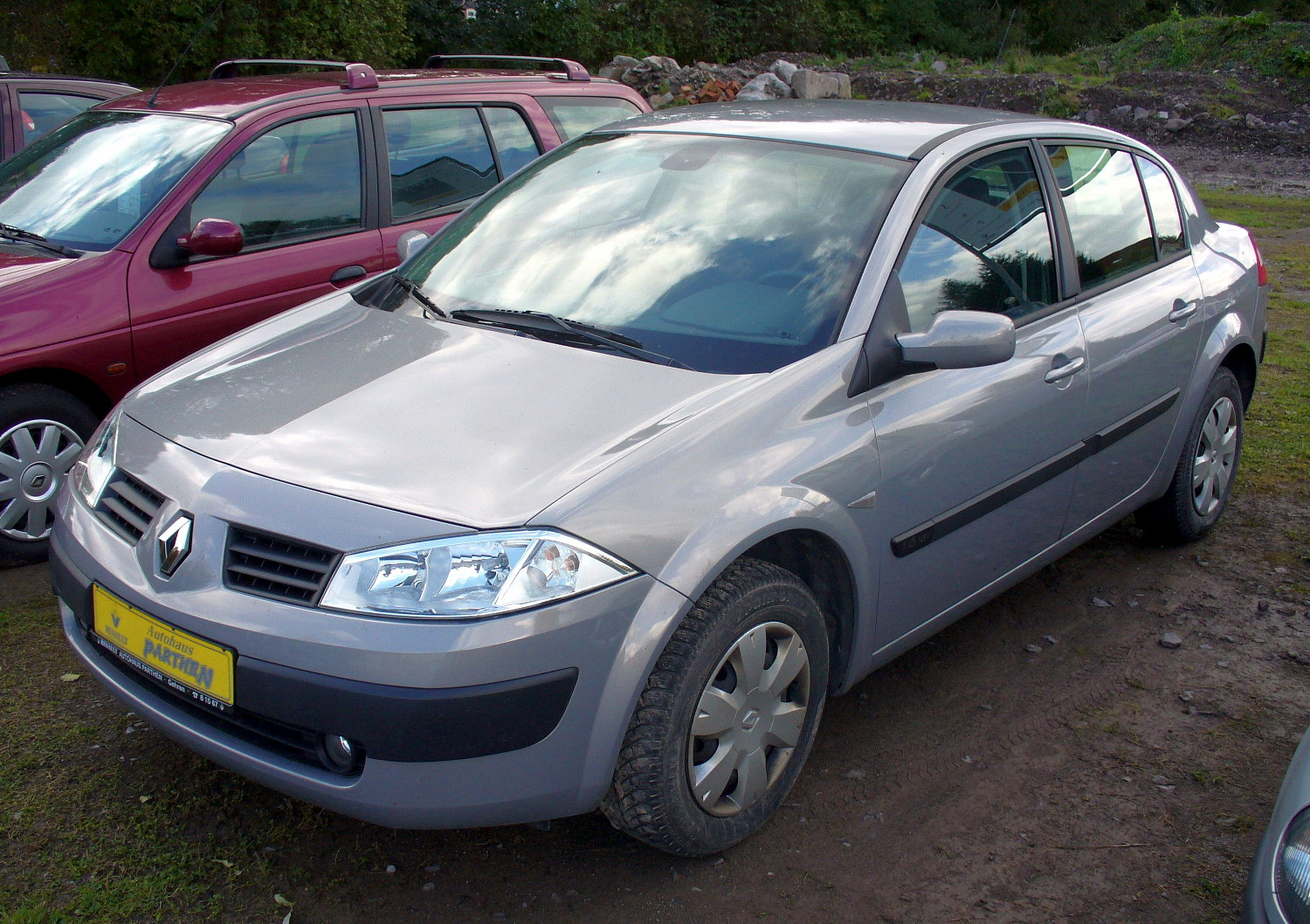
Renault Mégane 2004 - 2010
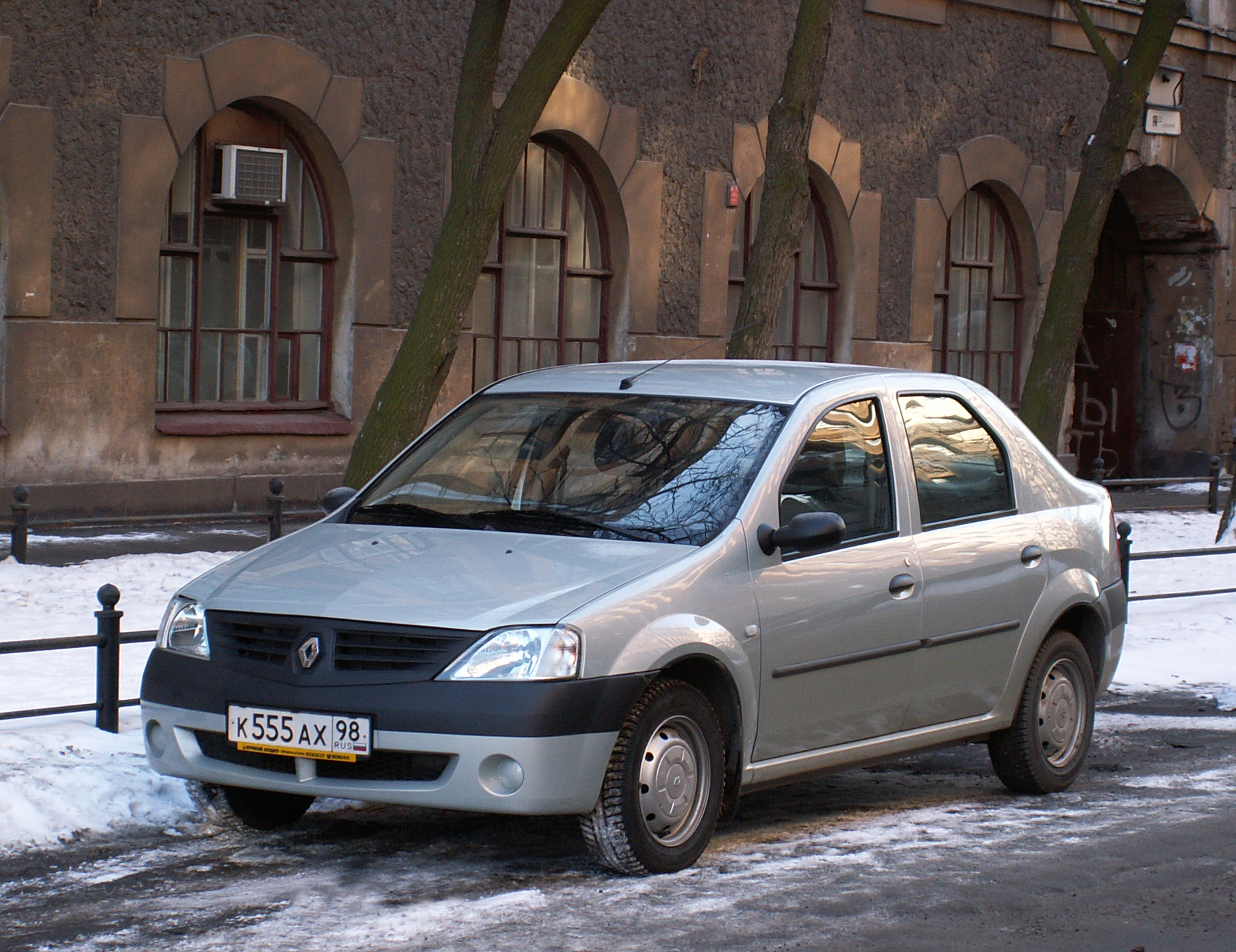
Renault Logan 2005 - 2008
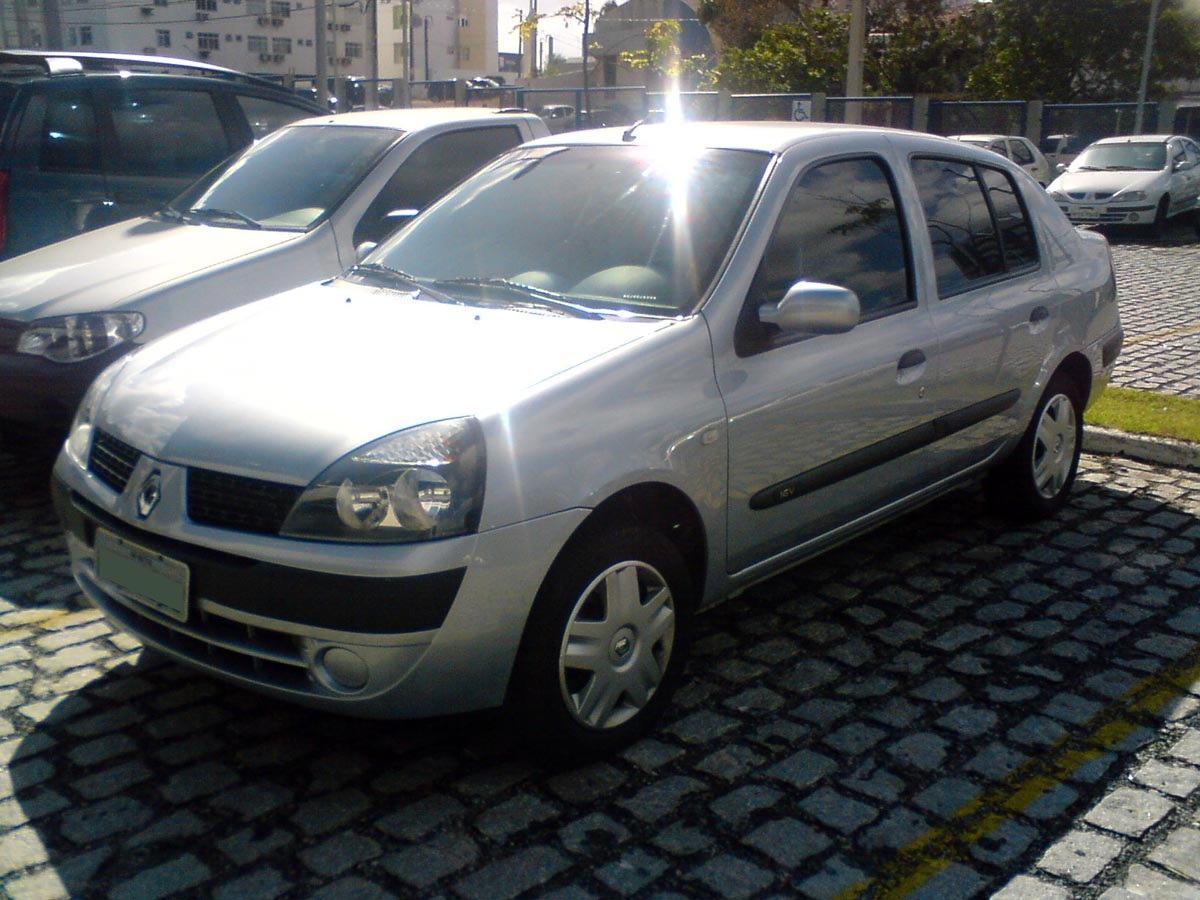
Renault Clio-Symbol 2005 - 2010
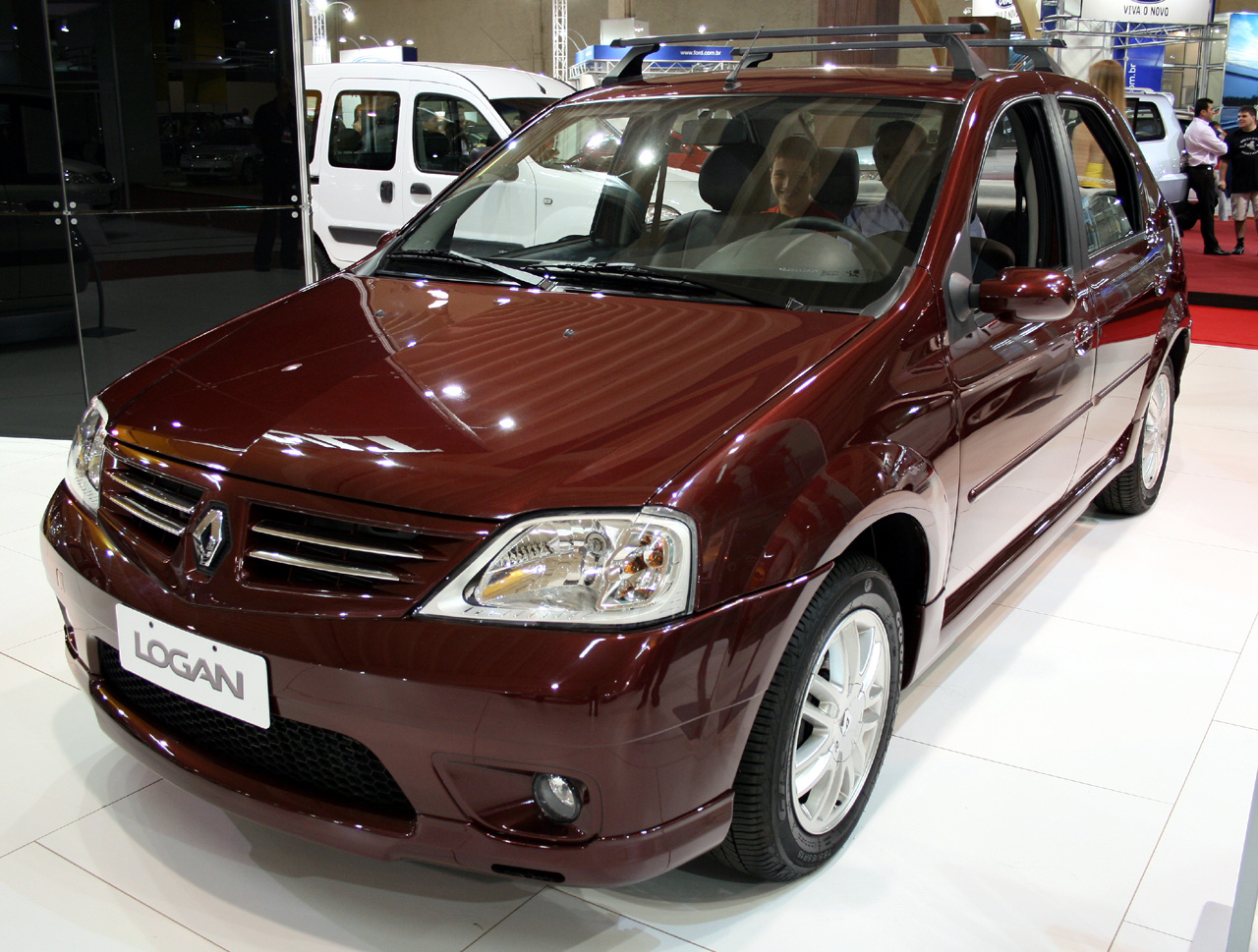
Renault Logan 2008 - Presente
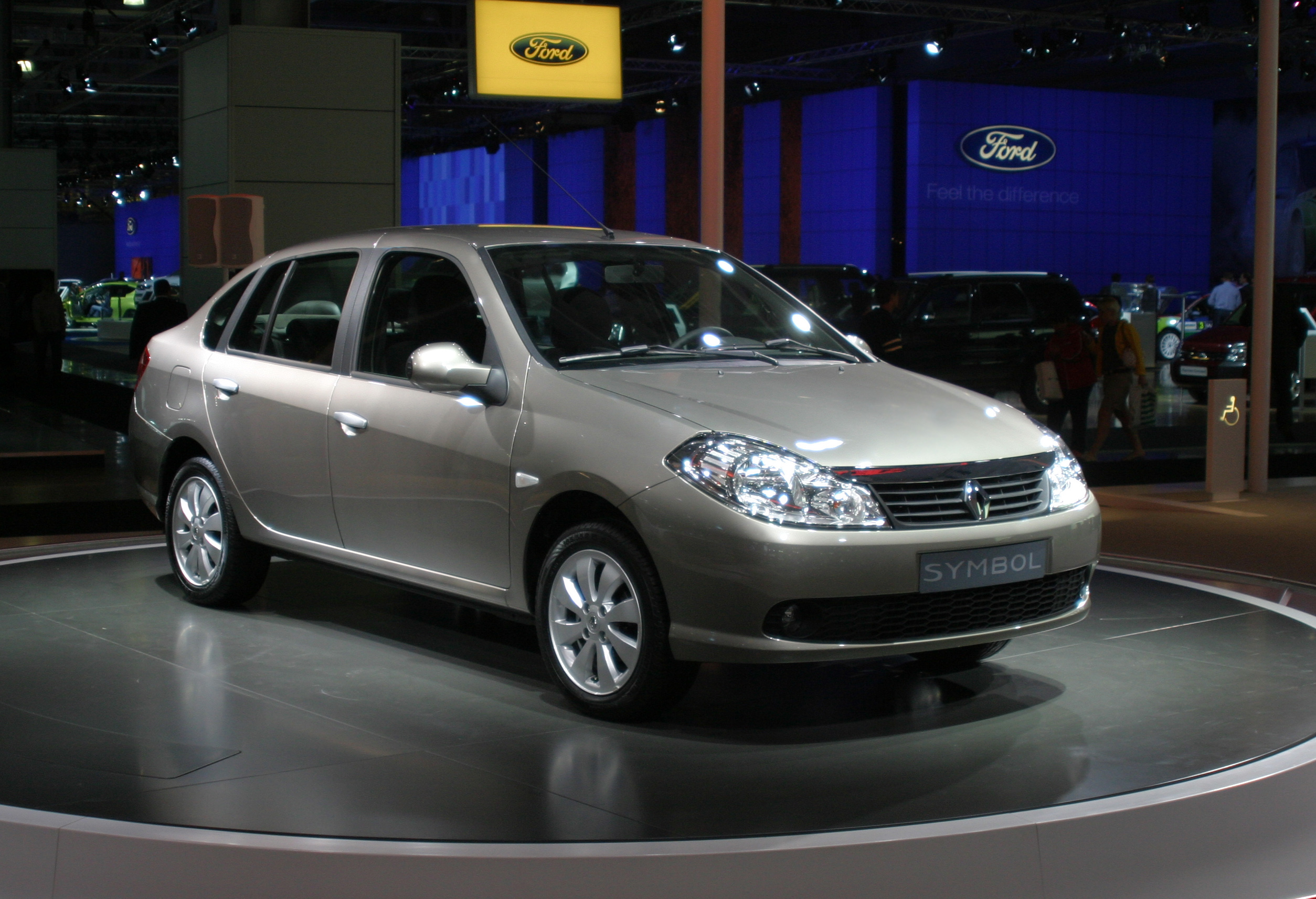
Renault Symbol 2008 - 2010
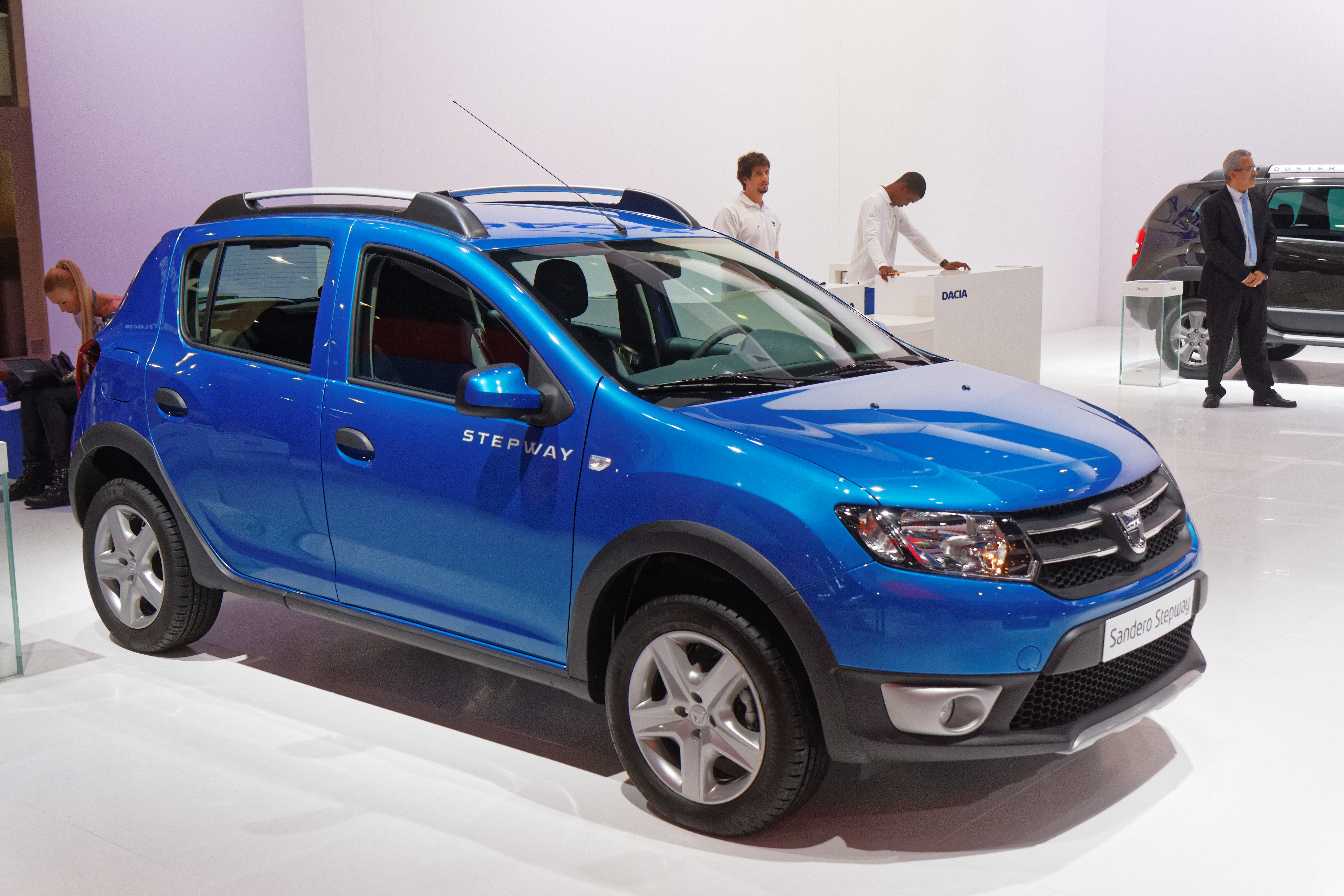
Renault Sandero 2009 - Presente
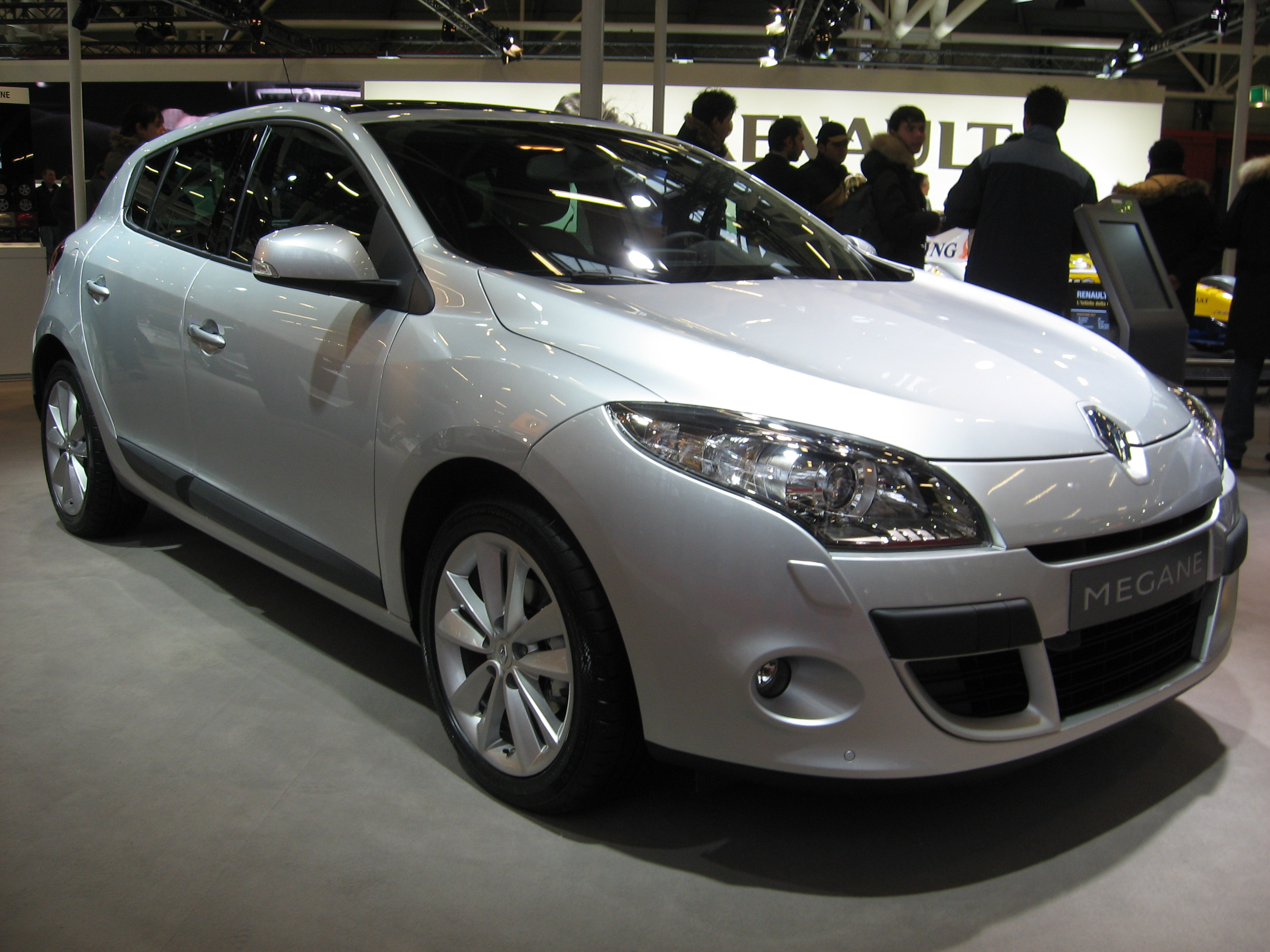
Renault Mégane Hatchback 2010 - Presente
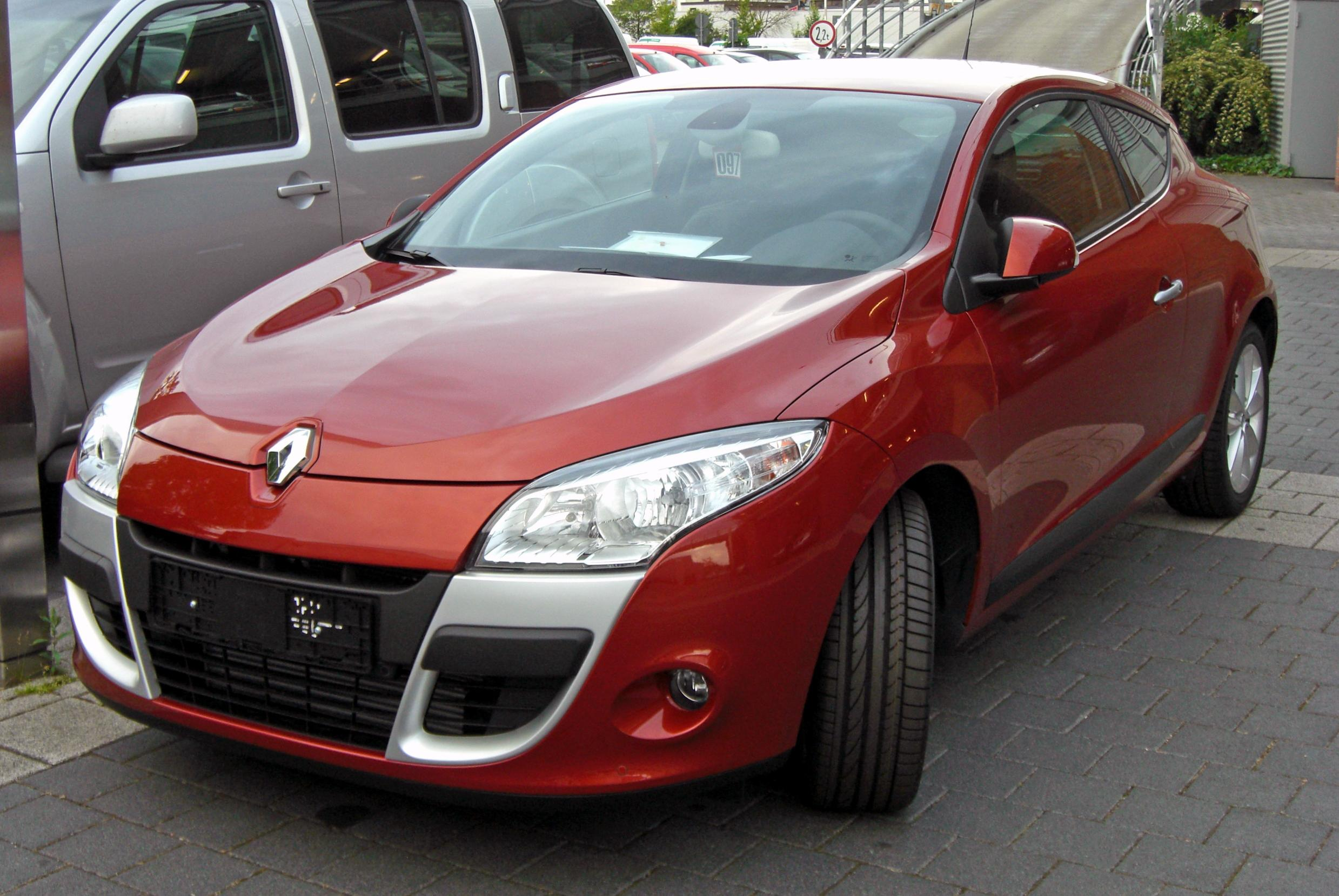
Renault Mégane Coupé 2010 - Presente
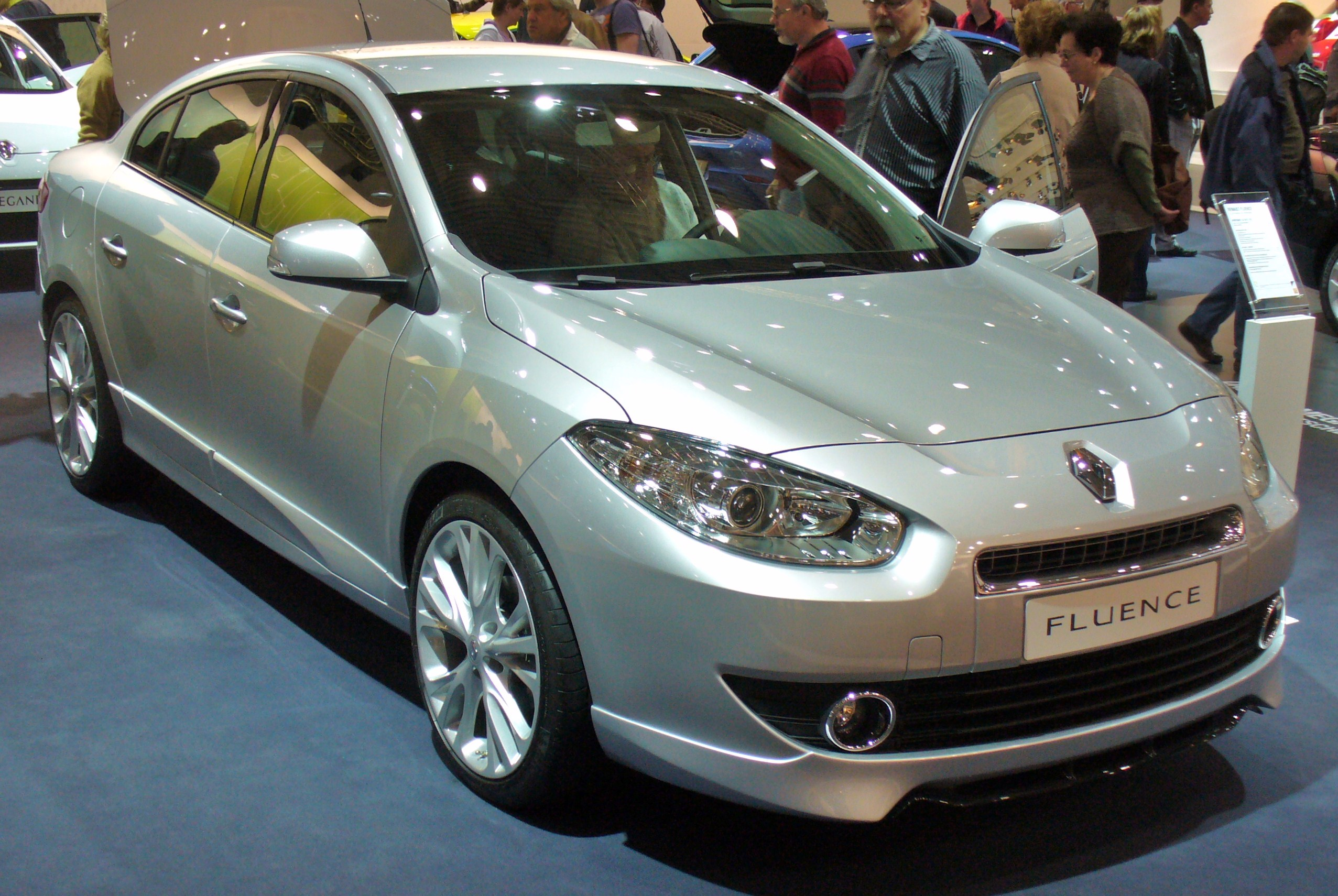
Renault Fluence 2010 - Presente
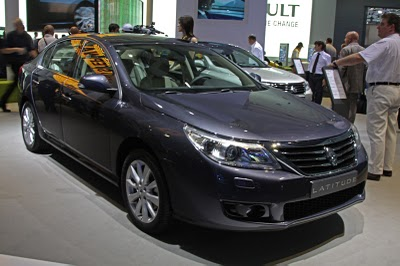
Renault Latitude 2010 - Presente
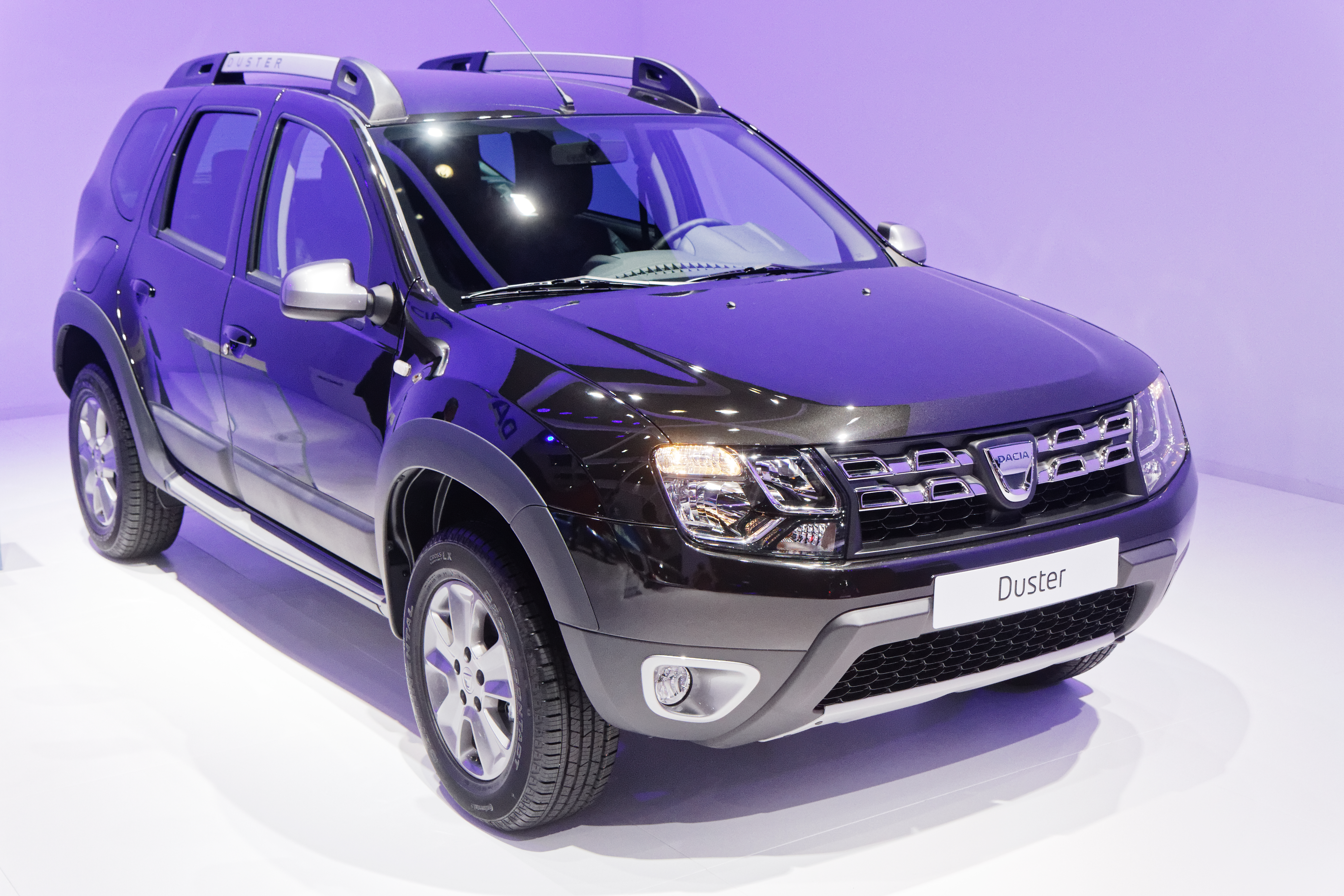
Renault Duster 2011 - Presente